# Шатле — Ле-Аль
«Шатле — Ле-Аль» (фр. Châtelet — Les Halles) — пересадочный узел линий A, B и D RER, который в сумме со станцией метро «Ле-Аль» на линии 4 Парижского метрополитена и пятью залами станции «Шатле» линий метро 1, 4, 7, 11 и 14 образует крупнейший подземный пересадочный узел скоростного внеуличного транспорта в Европе. Пассажиропоток составляет 750 000 человек в будние дни (из них 493 000 приходятся на RER). 

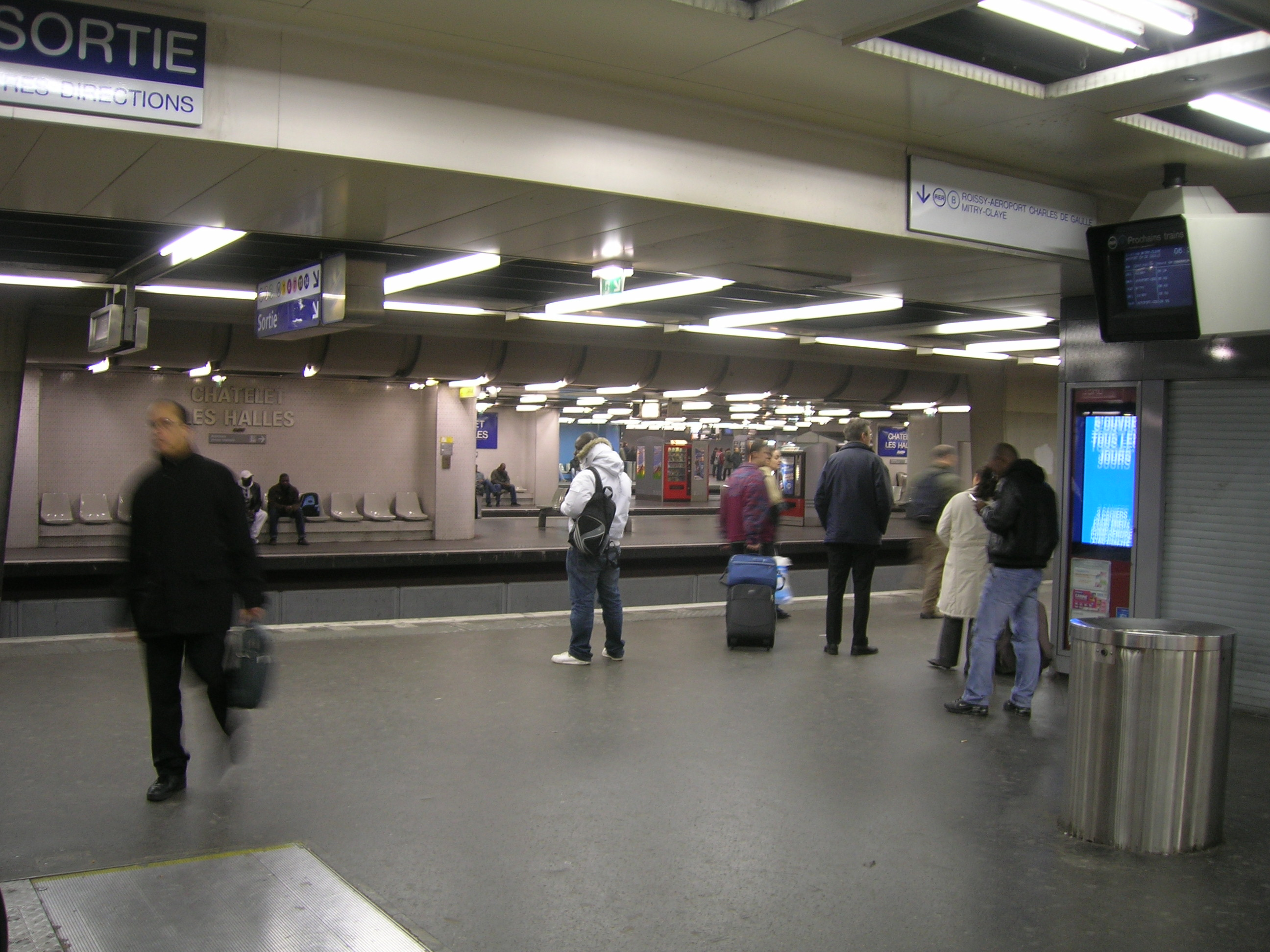
Линии RER на нижнем уровне

## Описание

Путевое развитие линий RER A (красная), B (синяя) и D (зелёная).

Пути всех трёх линий RER ориентированы с востока на запад. Всего путей семь, они сгруппированы вокруг четырёх платформ. Пересадка между линиями A и B — кросс-платформенная.
Максимальное пешее расстояние от линий RER до метро (дальний конец станции Шатле 7-й линии метро) составляет 750 метров.
Проблемой станции являлось то, что войти в неё можно было только через торговый комплекс «Форум-де-Аль». С 2011 по 2018 год проводились работы по перестройке существующих выходов и увеличению пропускной способности эскалаторов, и также был создан новый выход на площадь Маргариты Наваррской.